# Gwent: The Witcher Card Game
Gwent: The Witcher Card Game (polnischer Originaltitel: Gwint: Wiedźminska Gra Karciana) ist ein Online-Sammelkartenspiel mit Free-to-play-Geschäftsmodell von CD Projekt RED für Microsoft Windows, PlayStation 4 und Xbox One. Das Spiel basiert auf dem gleichnamigen Kartenspiel („Gwint“ in der deutschen und polnischen Version) aus The Witcher 3: Wild Hunt. Gwent wurde im Juni 2016 auf der Spielemesse E3 angekündigt. Das Videospiel wurde 2018 veröffentlicht.
CD Projekt RED kündigte im Dezember 2019 an, die Konsolenfassungen am 9. Juni 2020 einzustellen. Spielern der Konsolenfassungen ist es bis dahin allerdings möglich, das Spielekonto auf GOG.com zu übertragen, um das Spiel damit weiterhin auf dem PC spielen zu können.

## Spielprinzip
Das Spiel ist ein rundenbasiertes, strategisches Kartenspiel zwischen zwei Spielern. Die Spieler treten dabei in bis zu drei Spielrunden mit zuvor erstellten Kartendecks aus mindestens 25 Karten gegeneinander an. Ziel ist es durch das Ausspielen von Einheiten, Zaubern oder anderen Fähigkeiten mehr Punkte als der Gegner am Spielbrett zu haben. Wer zuerst zwei Runden für sich entscheidet, gewinnt. Die Besonderheit von Gwent ist, dass die auf der Hand verfügbaren Karten über alle Spielrunden eingeteilt werden müssen. Zu Beginn der ersten Runde zieht jeder der Spieler zehn Karten, zu Beginn der zweiten Runde werden drei Karten nachgezogen und zu Beginn der dritten Runde erhält jeder Spieler weitere drei Karten.
Die Spieler müssen während jeder Zugphase eine Karte ausspielen oder passen. Das Passen beendet die Runde für den Spieler, der Gegner kann beliebig viele weitere Karten spielen. Haben beide Spieler gepasst, wird der Punktestand verglichen und der Spieler mit den meisten Punkten am Spielbrett, entscheidet die Runde für sich. Für die deutsche Version konnten alle Sprecher aus The Witcher 2 und The Witcher 3 gewonnen werden.
Ende August 2017 wurde erstmals der Singleplayer-Modus unter dem Namen Thronebreaker angekündigt, der 2018 erscheinen sollte. Dieser folgt dabei Meve, Königin von Rivien und Lyrien. Diese trat bisher in keinem Spiel in Erscheinung, ist aber Lesern der Buchvorlage bekannt. Während Gwent in seinem Onlinemodus und bei Herausforderungen weiterhin Free-to-play bleibt, sollte der Einzelspielermodus kostenpflichtig sein. Dessen Spieldauer wurde auf rund 15 Stunden beziffert. Ende August 2018 kündigte CD Projekt Red an, dass Thronebreaker keine Erweiterung zu Gwent wird. Als eigenständiges Solospiel soll es als Thronebreaker: The Witcher Tales erscheinen und dabei ein rund 20 bis 30 stündiges Rollenspiel darstellen. Wenngleich darin die Kämpfe per Gwent-Karten ausgetragen werden sollen, wird es keine weitere Verbindung zu Gwent: The Witcher Card Game mehr geben. Thronebreaker erschien am 23. Oktober 2018 für den PC, gleichzeitig mit dem Homecoming-Update für Gwent. Die Konsolenfassungen folgten am 4. Dezember.

## Karten
Karten repräsentieren in Gwent Charaktere, Zauber oder Gegenstände aus der Fantasiewelt der Geralt-Saga und der Witcher-Spiele. Sie können anhand unterschiedlicher Eigenschaften klassifiziert werden. Diese Eigenschaften haben Auswirkungen auf die Fähigkeiten, die Spielbarkeit der Karten und die Möglichkeiten der Deckzusammenstellung.
- Farbe (Gold, Bronze)
- Fraktionszugehörigkeit (Monster, Skellige, Nördliche Königreiche, Scoia'tael, Nilfgaard, Das Syndikat, Neutral)
- Typ (Einheiten, Zauber, Fähigkeiten, Spezialkarten, Artefakte,...)
- Reihenzugehörigkeit (Nahkampf, Fernkampf)
- Loyalität
- Seltenheitsgrad

Seit dem Beginn der Open-Beta gibt es von jeder Karte auch eine Premium-Version. Diese sind nicht stärker, aber animiert. Um eine bereits vorhandene Karte in eine Premium-Karte umzuwandeln, wird eine Ressource namens „Meteoritenstaub“ benötigt. Man erhält diesen als Belohnung für gewonnene Partien, kann diesen aber auch in einem In-Game-Shop für echtes Geld kaufen.
Spieler können zusätzliche Karten erhalten, indem sie Fässer mit Erzen (In-Game-Währung) oder durch Mikrotransaktionen kaufen. Jedes Fass enthält 5 Karten, eine davon ist immer vom Typ „selten“ oder besser. Während man 4 Karten automatisch erlangt, muss man sich bei der letzten eine aus drei gezeigten aussuchen. Diese drei haben immer denselben Seltenheitsgrad. Karten können auch mit „Scraps“ hergestellt werden. Jeder Karte ist dabei ein bestimmter Wert an „Scraps“ zugeordnet, der für die Herstellung bezahlt werden muss. „Scraps“ erhält man durch Siege, das Schrotten überzähliger Karten oder durch die Erfüllung bestimmter Quests.

## Spielarten
Derzeit sind in Gwent unterschiedliche Multiplayer-Modi verfügbar. Es gibt freies Spiel, Ranglistenspiel oder man kann einen Freund herausfordern. Gegen einen KI-Gegner kann nur im Zuge des Tutorials oder zum Üben gespielt werden. Für die Veröffentlichung von Gwent ist zudem eine Einzelspielerkampagne und ein Scharmützelmodus (Spieler gegen KI) geplant. 2018 wurde der Arena-Modus eingeführt. Bei diesem stellt sich der Spieler sein Deck aus zufälligen Karten aller Fraktionen zusammen. Zusätzlich gibt es den Saisonmodus, bei dem in jeder Saison andere Spielregeln gelten. Ende 2020 wurde der sogenannte „Draft Modus“ eingeführt, der ähnlich wie die Arena fungiert, aber man immer drei Karten in abgestimmten Paketen auswählt.